# Franz Arnold von Wolff-Metternich zur Gracht
Franz Arnold von Wolff-Metternich zur Gracht (Erftstadt, 9 maggio 1658 – Ahaus, 25 dicembre 1718) è stato vescovo della diocesi di Nicopoli di Armenia e di Paderborn, e della Diocesi di Münster.

## Biografia
Proveniente da una nobile famiglia tedesca Franz Arnold venne presto nominato Arciprete di Paderborn e Arciprevosto di Osnabrück. Il 9 marzo 1704 egli venne nominato Vescovo di Paderborn, succedendo al proprio prozio, il Vescovo Hermann Werner Wolff-Metternich zur Gracht. Dal 1706 ottenne anche in unione personale il Vescovato di Münster.
Egli finanziò anche personalmente le molte opere che compì nelle proprie diocesi durante la propria reggenza, tra cui spiccano la costruzione delle chiese di Hövelhof e Stukenbrock.
Morì nel dicembre del 1718 al Castello di Ahaus che dal XVII secolo era divenuto la residenza ufficiale dei vescovi di Münster.

## Genealogia episcopale
La genealogia episcopale è:
- Cardinale Juan Pardo de Tavera
- Cardinale Antoine Perrenot de Granvelle
- Vescovo Frans van de Velde
- Arcivescovo Louis de Berlaymont
- Vescovo Maximilien Morillon
- Vescovo Pierre Simons
- Arcivescovo Matthias Hovius
- Arcivescovo Jacobus Boonen
- Arcivescovo Gaspard van den Bosch
- Vescovo Marius Ambrosius Capello, O.P.
- Arcivescovo Alphonse de Berghes
- Arcivescovo Humbertus Guilielmus de Precipiano
- Cardinale Gianantonio Davia
- Vescovo Otto Wilhelm von Bronckhorst zu Gronsfeld, S.I.
- Vescovo Franz Arnold von Wolff-Metternich zur Gracht